# Feldhorst
Feldhorst est une commune allemande du Schleswig-Holstein, située dans l'arrondissement de Stormarn (Kreis Stormarn), entre les villes de Bad Oldesloe et Reinfeld (Holstein). Feldhorst fait partie de l'Amt Nordstormarn qui regroupe douze communes autour de Reinfeld.